# فيل بورك
فيل بورك (بالإنجليزية: Phil Burke)‏ هو ممثل أيرلندي، ولد في 1982.

## أعمال

### أفلام
- (2012) هذا هو سن الأربعين[4]

### مسلسلات
- قانون ونظام[5]

## وصلات خارجية
- فيل بورك على موقع IMDb (الإنجليزية)
- فيل بورك على موقع ألو سيني (الفرنسية)
- فيل بورك على موقع قاعدة بيانات الفيلم (الإنجليزية)
- فيل بورك على موقع كينوبويسك (الروسية)